# رسائل شفهية
رسائل شفهية فيلم سينمائي سوري انتج عام 1991 مدة العرض 105 د، سيناريو وحوار واخراج عبد اللطيف عبد الحميد.

## الممثلون
- أسعد فضة - أبو سلمى
- رنا جمول - سلمى
- فايز قزق - إسماعيل
- نهال الخطيب - أم إسماعيل
- زهير رمضان - أبو غسان
- رامي رمضان - غسان

## بيئة الفيلم
تم تصوير الفيلم في إحدى قرى الساحل السوري ويصور حياة أبناء هذه القرية الفقراء والبسطاء.

## محور الفيلم
تتمحور قصة الفيلم حول علاقة الناس البسطاء أبناء قرية سالية سورية ويصور ولادة الحب بين شاب وفتاة من أبناء هذه القرية، يتحدث الفيلم عن الحب والصداقة والأمل والألم.

## قصة الفيلم
قصة الفيلم عن شاب ذو انف حجمه كبير نسبيا يخجل منه كبر حجمه نسبة للحجم الطبيعي للأنف، فيحاول جاهدا التخلص من هذا العيب بطرق مختلفة، يخفق قلبه لاحدى فتيات قريته وهي ابنة الجيران، وبسبب الخجل الذي يتملكه من مصارحتها وجها لوجه يقنع صديقه بأن يكون الوسيط أو بمعنى آخر «مرسال غرام» ليرسل معه رسائل شفهية غرامية، السبب اذي يمهد لولادة قصة حب بين الفتاة والشاب الوسيط تنتج عنها اشكاليات عديدة بين أهل القرية،

## النجاح الجماهيري[1]
استمر عرض الفيلم في صالات السينما السورية لعدة أعوام وقد حقق أصداء جماهيرية لم تحدث من قبل في سينما القطاع العام في سورية منذ عرض فيلم الفهد

## الجوائز[1]
- الجائزة البرونزية في مهرجان فالانسيا لدول المتوسط في إسبانيا عام 1992.
- جائزة الجمهور الشاب في مهرجان مونبليه في فرنسا.
- جائزة اتحاد النوادي السينمائية الأوروبية عام 1992.